# Menip
|  | Per a altres significats, vegeu «Menip (desambiguació)». |

Menip   (Gàdara, c. 300 aC - Tebes, c. 260 aC) (grec antic: Μένιππος, llatí: Menippus) va ser un filòsof cínic originari de la ciutat de Gàdara, a Celesíria, que va viure el segle iii aC. És conegut també com a Menip de Gàdara i com a Menip de Sinope, pel fet que va viure com a esclau en aquesta ciutat, fins que més tard aconseguí la llibertat.
Diògenes Laerci diu que era fenici, però podria haver estat més aviat siri. Va ser deixeble de Diògenes de Sinope. Segons Diògenes Laerci, la seva vida va ser curta i en va fer un epigrama. Va amassar una gran fortuna com a usurer, però quan es va posar malalt va perdre tots els diners i es va acabar per suïcidar.
Menip és un dels representants més importants de l'escola cínica. És conegut per les seves sàtires, que demolien qualsevol dogma filosòfic o científic. Sembla que fou el creador d'un gènere literari propi, que a l'antiguitat era conegut com a sàtira menipea: combinava el mim i el diàleg socràtic, en prosa i en vers, i foren molt populars a Roma. Cap de les seves sàtires no ha arribat a l'actualitat, però sí els seus imitadors i crítics literaris, principalment Varró (de manera fragmentària). El Satíricon de Petroni és un exemple clàssic de sàtira menipea, que constitueix un dels precedents de la novel·la llatina, al seu torn precedent de la novel·la moderna.
Diògenes Laerci diu que les seves obres eren poc serioses, però ben considerades al seu temps, i semblants a les del poeta Melèagre. Estrabó i Esteve de Bizanci l'anomenen σπουδογέλοιος ('ràpid en les bromes'), i que explicava la seva filosofia en forma satírica. Llucià l'inclou sovint en els seus diàlegs com a personatge, i el considerà dels més punyents i rondinaires dels cínics. Atès el seu renom com a cínic i protagonista d'anècdotes humorístiques, circulaven moltes d'obres sota el seu nom d'autoria falsa, com el cas de les de Dionisi i Zòpir de Colofó, que publicaren diverses obres fent-les passar per originals de Menip.
Les seves obres s'han perdut, però Marc Terenci Varró en va conservar alguns fragments en les seves sàtires menipees, una obra que va escriure a imitació de Menip. Segons Diògenes Laerci les seves obres eren tretze, entre les quals:
- Νεκυία (Nekyía, 'Nigromància')
- Διαθῆκαι (Diathḗkai, 'Testaments')
- Ἐπιστολαὶ κεκομψευμέναι ἀπὸ τοῦ τῶν θεῶν προσώπου (Epistolái Kekompseuménai apó tou tṓn theṓn prosṓpou, 'Cartes escrites artificialment com si fossin pels déus')
- Πρὸς τοὺς φυσικοὺς καὶ μαθηματικοὺς καὶ γραμματικοὺς (Prós toús Phisikoύs kάι mathematikoús kάi Grammatikoús, 'Respostes als filòsofs naturals, matemàtics i gramàtics')
- Γονὰς Έπικούρου (Gonás Epikoúrou, 'El naixement d'Epicur')
- θρησκευομένας ὑπ᾽ αὐτῶν εἰκάδας (Threskeuoménas hýp' autṓn eikádas, 'La reverència de l'Escola pel vintè dia'), sobre l'Epicureisme.